# ميخائيل أستور

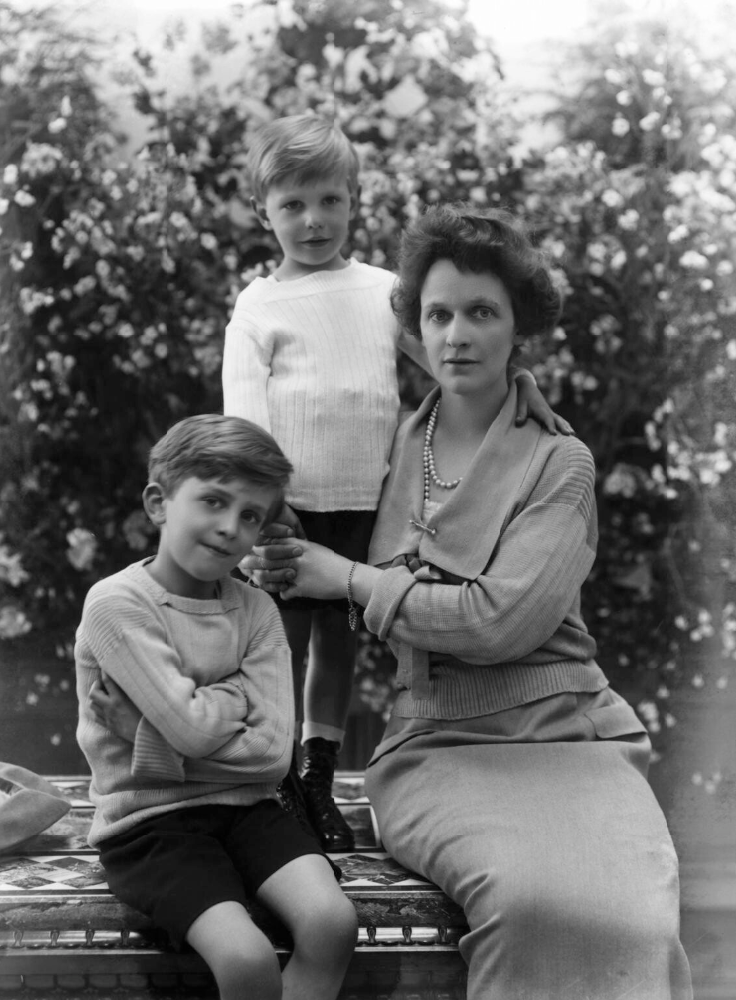
من اليسار إلى اليمين: معالي مايكل لانغهورن أستور؛ السير جون جاكوب أستور؛ نانسي أستور، الفيكونتيسة أستور. صورة فوتوغرافية التقطها مصور مجهول من استوديو باسانو.

ميخائيل أستور (بالإنجليزية: Michael Astor) هو سياسي بريطاني (وحمل سابقاً جنسية المملكة المتحدة لبريطانيا العظمى وأيرلندا)، ولد في 10 أبريل 1916، وتوفي في 28 فبراير 1980. حزبياً، نشط في حزب المحافظين. في الانتخابات العامة في المملكة المتحدة 1945 ‏، انتخب عضو برلمان المملكة المتحدة الـ38 عن دائرة سوري الشرقية (5 يوليو 1945 – 3 فبراير 1950) وفي الانتخابات العامة في المملكة المتحدة 1950 ‏، انتخب عضو برلمان المملكة المتحدة الـ39 عن دائرة سوري الشرقية (23 فبراير 1950 – 5 أكتوبر 1951).